# Vértes-Gebirge

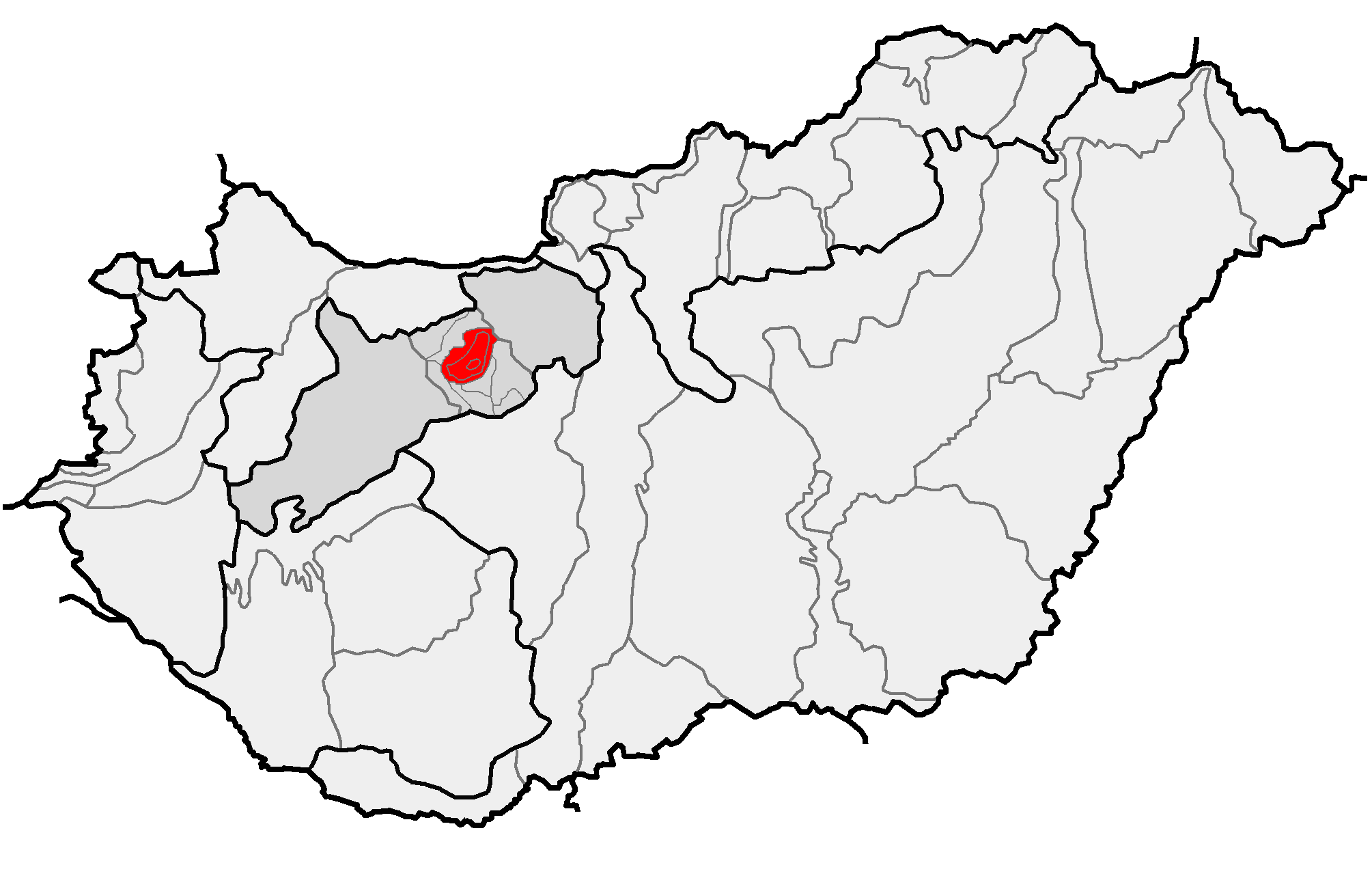
Lage in Ungarn

Das Vértes-Gebirge [ˈveːrtɛʃ], auf Deutsch Schildgebirge, ist ein Höhenzug im nordwestlichen Ungarn mit Höhen bis etwa 500 m, in der Region um die Stadt Tatabánya und Oroszlány. Der Höhenzug zählt zum Ungarischen Mittelgebirge, wozu auch das östlicher gelegene Gerecse (bis 630 m) und der westlicher gelegene Bakony-Wald zählen.
In den Tälern am Südabfall des Vértes-Gebirges wurde für einige seltene Gebirgspflanzen ein Naturschutzgebiet eingerichtet. In der Esterházy-Höhle am Berg oberhalb des Städtchens Csákvár fand man vorgeschichtliche Tierknochen und Überreste des dreihufigen Urpferdes aus der Zeit vor etwa 10 Millionen Jahren.
In der Umgebung findet man einige Felskuppen mit Burgruinen auf ihren Höhen. Der geologisch-botanische Lehrpfad zwischen Csákvár und Gánt führt über 3–4 km über den Haraszt-Berg und durch das Kőlik-Tal. Bei Gánt wird Bauxit abgebaut; bemerkenswert der rote, leblos wirkende Boden der Bauxitgrube. Im nahegelegenen Vérteskozma sind alte Bauernhäuser zu besichtigen.